# Tufahija
A tufahija bosnyák édesség, cukros vízben főtt, dióval töltött alma. Bosznia-Hercegovina, Szerbia, Horvátország és Macedónia népszerű desszertje. Az Oszmán Birodalom idején jelent meg a Balkánon, neve az arab tuffāḥa (تفاحة), „alma” szóból ered. Nagy pohárban szokás felszolgálni saját szirupjában, tejszínhabbal, mellé általában kávét isznak.